# Nephelornis
Nephelornis is een monotypisch geslacht van zangvogels uit de familie Thraupidae (tangaren):
- Nephelornis oneilli  – Pardusco